# Sam Feuerbach

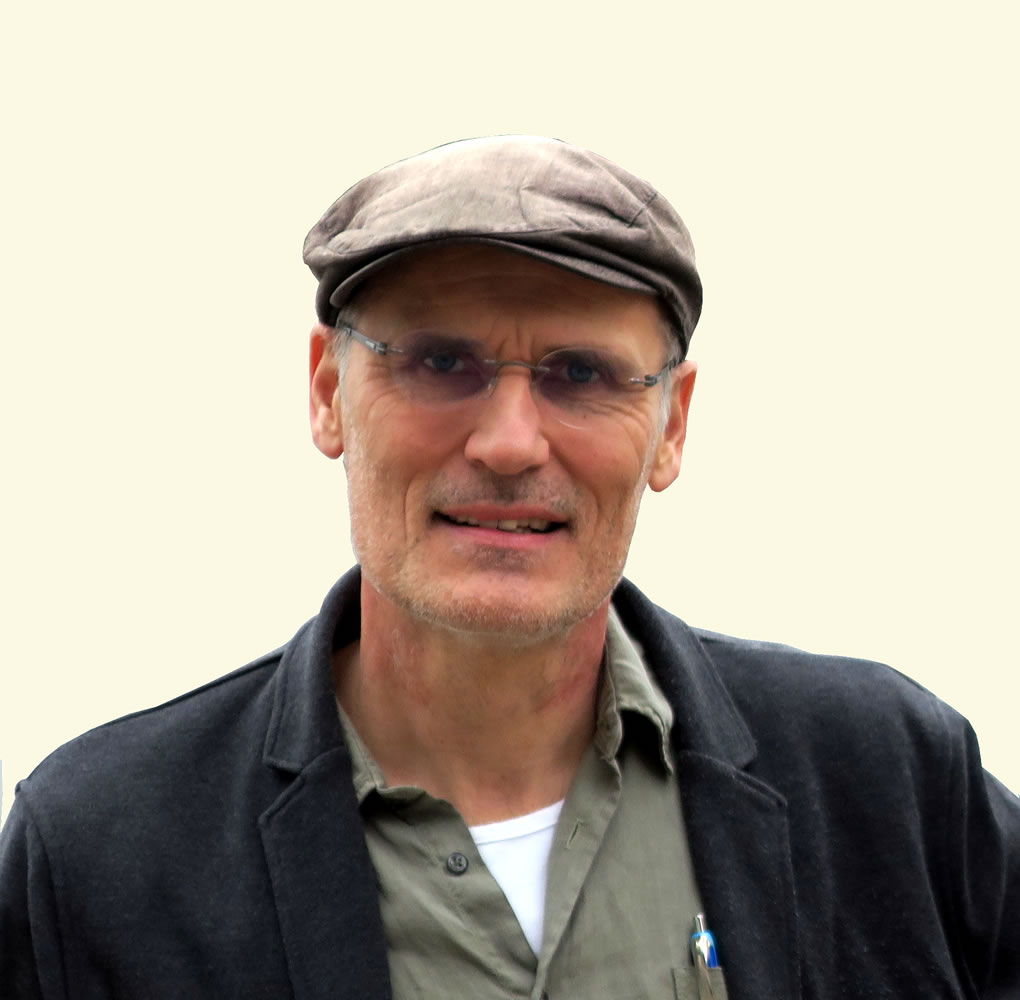
Sam Feuerbach auf der Leipziger Buchmesse (2019)

Sam Feuerbach, bürgerlich Boris Lüdtke (* 19. Mai 1962 in Hannover), ist ein deutscher Fantasy-  und Thrillerautor.

## Leben
Boris Lüdtke lebte in den ersten drei Lebensjahren in Barsinghausen bei Hannover. Danach zog die Familie nach Erkrath in Nordrhein-Westfalen, wo er bis heute mit seiner Familie lebt. Nach dem Abitur studierte er Wirtschaftswissenschaften an der Bergischen Universität Wuppertal mit dem Abschluss als Diplom-Ökonom. Nach dem Studium war er viele Jahre als IT-Security-Berater/Manager tätig, bis er 2017 hauptberuflich Autor wurde. Boris Lüdtke ist verheiratet und hat drei erwachsene Kinder.

## Werdegang als Autor
Aus purer Lust am Schreiben verfasste Boris Lüdtke bereits mit zwölf Jahren erste Kurzgeschichten. Die Liebe zu Fabelwelten entdeckte er wenige Jahre später nach der Lektüre des High-Fantasy-Epos Der Herr der Ringe von J. R. R. Tolkien. Weitere Inspiration fand er in den Werken von Altmeistern der Fantasy wie Robert Asprin, George R. R. Martin und Joe Abercrombie.
Seither gehört Fantasy mit Humor und Tiefgang zum festen Bestandteil seines Lebens. Heute sagt er über sich selbst: Ich bin zum Glück nie ganz erwachsen geworden.
Zu seinen Erfolgen zählen die High-Fantasy-Reihe Die Krosann-Saga in zunächst 6 Bänden (2014–2016), die mit einem 7. Band 2025 fortgesetzt wurde, sowie die aus vier Bänden bestehende Reihe Der Totengräbersohn (2017 und 2018). Seine Werke hat Feuerbach bisher sowohl als E-Book als auch als Taschenbuch und Hörbuch veröffentlicht. Alle Hörbücher wurden von der Audible GmbH mit Robert Frank als Sprecher produziert. Zudem hat Feuerbach die komplette Reihe der Krosann-Saga mit Werner Fuchs als gebundene FanPro-Ausgaben herausgegeben. Mit der Anzahl der veröffentlichten Käuferrezensionen (ca. 200.000 Bewertungen mit Stand März 2023) bei Audible und Amazon sowie einem Bewertungsdurchschnitt von 4,7 bei maximal 5 Sternen erweist sich Sam Feuerbach als einer der beliebtesten Fantasyautoren im deutschsprachigen Raum.
Zusammen mit dem Science-Fiction-Autor Thariot schreibt er Thriller. Die beiden Serien EchtzeiT (3 Bände) und Instabil (5 Bände) sind als E-Book, Taschenbuch und Hörbuch erschienen, gelesen von Robert Frank und produziert vom Ronin Hörverlag Erlangen.
Im Oktober 2018 erhielt Sam Feuerbach als Autor gemeinsam mit dem Hörbuchsprecher Robert Frank und der Audible GmbH für Der Totengräbersohn, Band 1, den renommierten Deutschen Phantastik Preis (DPP) in der Kategorie „Bestes deutschsprachiges Hörbuch 2018“. Audible hatte das Hörbuch 2017 veröffentlicht. Den Preis nahmen beide gemeinsam in Berlin entgegen. Die Totengräbersohn Saga wurde in die englische, koreanische und italienische Sprache übersetzt.
Nach dem Abschluss seiner im Dezember 2020 fertiggestellten 3-teiligen Fantasy-Saga Die Gaukler-Chroniken mit den drei Bänden Der Dieb und der Söldner im Jahr 2019, Die Hure und der Söldner und Die Hexe und der Söldner beide aus dem Jahr 2020, widmete sich Sam Feuerbach erstmals gemeinsam mit Autorin Mira Valentin und Autor Greg Walters aus Die Weltenbauer³ Autorenvereinigung einem Buchprojekt. Alle Bände aus der Fantasy-Trilogie Schattenstaub mit den Titeln Die Prüfung, Die Suche und Die Wandlung erschienen Ende 2019, 2020 bzw. Anfang 2022 als E-Book, Taschenbuch und Hörbuch von Audible GmbH produziert und mit Robert Frank als Sprecher.
Im September 2021 veröffentlichte der Autor den ersten Band von Die Alchemisten Saga mit dem Titel Der Meister der Elixiere, gefolgt von Band 2 Der König der Elixiere sowie Band 3 Der Hüter der Elixiere. Die als 3-Teiler geplante historische Fantasy-Reihe ist damit abgeschlossen und als E-Book, Taschenbuch und Hörbuch mit Robert Frank als Sprecher veröffentlicht.
Das aktuellste Werk aus dem Jahr 2024 heißt Der Gesang des Henkers. Dieser historische Roman stellt das erste Einzelwerk dar.

## Die Weltenbauer³ Autorengruppe
Gemeinsam mit der Fantasyautorin und Journalistin Mira Valentin und dem Fantasyautor Greg Walters bildet Sam Feuerbach die Autorenvereinigung Die Weltenbauer³. Im November des Jahres 2020 veröffentlichten die Autorin und die beiden Autoren das erste gemeinsame Werk mit dem Titel Die Prüfung als E-Book und Taschenbuch. Band 1 aus der 3-teiligen Fantasyreihe Schattenstaub. Das dazugehörige Hörbuch wurde durch Audible Studios produziert, von Robert Frank eingelesen und erschien im April 2021. Die Veröffentlichung von Band 2 mit dem Titel Die Suche erfolgte im Mai 2021 als E-Book und Taschenbuch und dessen Hörbuch-Adaption am 1. Juni 2021. Mit Band 3 Die Wandlung wurde die Trilogie im Februar 2022 abgeschlossen.

## Werke

### Romane (Taschenbuch/E-Book/Hardcover)

#### Die Krosann-Saga
- Band 1: Die Auftragsmörderin. bene Bücher, Erkrath 2018, ISBN 978-3-947515-04-2.
- Band 2: Der Schwertmeister. bene Bücher, Erkrath 2018, ISBN 978-3-947515-05-9.
- Band 3: Die Sanduhr. bene Bücher, Erkrath 2018, ISBN 978-3-947515-06-6.
- Band 4: Die Myrnengöttin. bene Bücher, Erkrath 2018, ISBN 978-3-947515-07-3.
- Band 5: Der Seelenspeer. bene Bücher, Erkrath 2018, ISBN 978-3-947515-08-0.
- Band 6: Der Verräter. bene Bücher, Erkrath 2018, ISBN 978-3-947515-09-7.
- Band 7: Der Untergang. bene Bücher, Erkrath 2025, ISBN 978-3-947515-31-8.

#### Der Totengräbersohn
- Band 1, bene Bücher, Erkrath 2018, ISBN 978-3-947515-00-4.
- Band 2, bene Bücher, Erkrath 2018, ISBN 978-3-947515-01-1.
- Band 3, bene Bücher, Erkrath 2018, ISBN 978-3-947515-02-8.
- Band 4, bene Bücher, Erkrath 2018, ISBN 978-3-947515-03-5.

#### Die Gaukler Chroniken
- Band 1: Der Dieb und der Söldner. bene Bücher, Erkrath 2019, ISBN 978-3-947515-11-0.
- Band 2: Die Hure und der Söldner. bene Bücher, Erkrath 2020, ISBN 978-3-947515-12-7.
- Band 3: Die Hexe und der Söldner. bene Bücher, Erkrath 2020, ISBN 978-3-947515-13-4.

#### Die Alchemisten Saga
- Band 1: Der Meister der Elixiere. bene Bücher, Erkrath 2021, ISBN 978-3-947515-15-8.
- Band 2: Der König der Elixiere. bene Bücher, Erkrath 2022, ISBN 978-3-947515-16-5.
- Band 3: Der Hüter der Elixiere. bene Bücher, Erkrath 2023, ISBN 978-3-947515-17-2.

Der Gesang des Henkers, bene Bücher, Erkrath 2024, ISBN 978-3-947515-19-6.

#### Gebundene Ausgaben
- Krosann-Saga – Die Auftragsmörderin. Fanpro, Erkrath 2017, ISBN 978-3-946502-05-0.
- Krosann-Saga – Der Schwertmeister. Fanpro, Erkrath 2017, ISBN 978-3-946502-06-7.
- Krosann-Saga – Die Sanduhr. Fanpro, Erkrath 2018, ISBN 978-3-946502-07-4.
- Krosann-Saga – Die Myrnengöttin. Fanpro, Erkrath 2019, ISBN 978-3-946502-10-4.
- Krosann-Saga – Der Seelenspeer. Fanpro, Erkrath 2020, ISBN 978-3-946502-13-5.
- Krosann-Saga – Der Verräter. Fanpro, Erkrath 2021, ISBN 978-3-946502-15-9.
- Krosann-Saga – Der Untergang. Fanpro, Erkrath 2024, ISBN 978-3-947515-30-1.

### Minen der Macht
Mit den Autoren Bernhard Hennen, Mira Valentin, Greg Walters und Torsten Weitze:
- Minen der Macht: Der Unheiler. Fischer Tor, 2023, ISBN 978-3-596-70856-7
- Minen der Macht: Der Formbrecher, Fischer Tor, 2023, ISBN 978-3-596-70857-4
- Minen der Macht: Der Grauzorn. Fischer Tor, 2024, ISBN 978-3-596-70858-1
- Minen der Macht: Der Blutsturm. Fischer Tor, 2025, ISBN 978-3-596-71119-2

### Hörbücher (Download/Stream/MP3/Audio-CD)

#### Die Krosann-Saga
- Band 1: Die Auftragsmörderin. Audible Studios, 2015, gelesen von Robert Frank, 9 h 55 m
- Band 2: Der Schwertmeister. Audible Studios, 2016, gelesen von Robert Frank, 9 h 25 m
- Band 3: Die Sanduhr. Audible Studios, 2016, gelesen von Robert Frank, 9 h 52 m
- Band 4: Die Myrnengöttin. Audible Studios, 2016, gelesen von Robert Frank, 10 h 42 m
- Band 5: Der Seelenspeer. Audible Studios, 2016, gelesen von Robert Frank, 11 h 34 m
- Band 6: Der Verräter. Audible Studios, 2016, gelesen von Robert Frank, 11 h 52 m
- Band 7: Der Untergang. Audible Studios, 10. April 2025, gelesen von Robert Frank, 10 h 38 m

#### Der Totengräbersohn
- Band 1, Audible Studios, 2017, gelesen von Robert Frank, 11 h 06 m
- Band 2, Audible Studios, 2017, gelesen von Robert Frank, 11 h 01 m
- Band 3, Audible Studios, 2018, gelesen von Robert Frank, 11 h 26 m
- Band 4, Audible Studios, 2018, gelesen von Robert Frank, 9 h 44 m
- Interaktives Hörbuch Der Totengräbersohn, 2021, gelesen von Robert Frank, 1 h 30 min

#### Die Gaukler Chroniken
- Band 1: Der Dieb und der Söldner, Audible Studios, 2019, gelesen von Robert Frank, 10 h 36 m
- Band 2: Die Hure und der Söldner, Audible Studios, 2020, gelesen von Robert Frank, 11 h 33 m
- Band 3: Die Hexe und der Söldner, Audible Studios, 2020, gelesen von Robert Frank, 10 h 49 m

#### Die Alchemisten Saga
- Band 1: Der Meister der Elixiere, Audible Studios, 2022, gelesen von Robert Frank, 10 h 41 m
- Band 2: Der König der Elixiere, Audible Studios, 2022, gelesen von Robert Frank, 10 h 03 m
- Band 3: Der Hüter der Elixiere, Audible Studios, 2023, gelesen von Robert Frank, 11 h 31 m

Der Gesang des Henkers, Audible Studios, 2024, gelesen von Robert Frank, 13 h 13 m.

#### Schattenstaub
Trilogie mit Mira Valentin und Greg Walters:
- Band 1: Die Prüfung, Audible Studios, 2021, gelesen von Robert Frank, 12 h 07 m
- Band 2: Die Suche, Audible Studios, 2021, gelesen von Robert Frank, 12 h 05 m
- Band 3: Die Wandlung, Audible Studios, 2022, gelesen von Robert Frank, 14 h 08 m

#### Instabil + Sequel
Trilogie mit dem Autor Thariot:
- Die Vergangenheit ist noch nicht geschehen. Ronin Hörverlag, 2019, gelesen von Robert Frank, 10 h 52 m
- Die Gegenwart ist nur ein Kartenhaus. Ronin Hörverlag, 2019, gelesen von Robert Frank, 10 h 52 m
- Die Zukunft ist Schnee von gestern. Ronin Hörverlag, 2019, gelesen von Robert Frank, 10 h 43 m
- Instabil – Zeitbruch. Ronin Hörverlag, 2021, gelesen von Robert Frank, 9 h 5 m

#### EchtzeiT
Trilogie mit dem Autor Thariot:
- Leid kennt keinen Sonntag. Ronin Hörverlag, 2020, gelesen von Robert Frank, 10 h 16 m
- Wer die Wahrheit quält. Ronin Hörverlag, 2020, gelesen von Robert Frank, 10 h 40 m
- Gier frisst jede Tugend. Ronin Hörverlag, 2020, gelesen von Robert Frank, 9 h 30 m

### Romane als Co-Autor

#### EchtzeiT (Taschenbuch/E-Book)
Trilogie zusammen mit dem Autor Thariot:
- Leid kennt keinen Sonntag. Selfpublishing, 2015, ISBN 978-1-5151-8740-0.
- Wer die Wahrheit quält. Selfpublishing, 2016, ISBN 978-1-5239-6891-6.
- Gier frisst jede Tugend. Selfpublishing, 2016, ISBN 978-1-5397-9758-6.

#### Instabil + Sequel (Taschenbuch/E-Book)
Serie zusammen mit dem Autor Thariot:
- Die Vergangenheit ist noch nicht geschehen. Rocket books, 2017, ISBN 978-3-946502-51-7.
- Die Gegenwart ist nur ein Kartenhaus. Rocket books, 2017, ISBN 978-3-946502-52-4.
- Die Zukunft ist Schnee von gestern. Rocket books, 2018, ISBN 978-3-946502-53-1.
- Zeitbruch. Independently published 2021, ISBN 979-8-5057-7276-8.
- Zeitschmerz. Independently published 2022, ISBN 979-8-36834050-0.

#### Schattenstaub (Taschenbuch/E-Book)
Trilogie zusammen mit den Autoren Mira Valentin und Greg Walters:
- Die Prüfung. bene Bücher, Erkrath 2020, ISBN 978-3-947515-61-5.
- Die Suche. bene Bücher, Erkrath 2021, ISBN 978-3-947515-62-2.
- Die Wandlung. bene Bücher, Erkrath 2022, ISBN 978-3-947515-63-9.

### Preise und Auszeichnungen
- 2018: Deutscher Phantastik Preis. Als Autor, für das beste deutschsprachige Hörbuch 2018, „Der Totengräbersohn Buch 1“, gemeinsam mit Robert Frank als Sprecher und Audible als produzierendes Studio.
- 2020: Skoutz-Award für „Der Dieb und der Söldner“ für das beste Buch in der Rubrik Humor.